# André Malterre
André Malterre est un militant syndical, secrétaire général puis président de la CGC, né le 20 décembre 1909 à Corbeil et mort à Cannes le 25 juillet 1975.

## Biographie
André Malterre naît dans une famille de l'Allier installée en région parisienne ; ses ascendants paternels et maternels étaient de Beaune-d'Allier.
Après des études secondaires à Sainte-Croix de Neuilly, André Malterre fait des études de droit et suit les cours de l'École libre des sciences politiques. Il est diplômé d'HEC (1931) et de l'ELSP (1934) et docteur en droit. En 1934, il devient inspecteur au Crédit industriel et commercial, puis est nommé, en 1941, directeur des services administratifs et juridiques des papeteries Darblay. 
En 1947, André Malterre adhère à la CGC, au syndicat des industries chimiques auquel est alors rattachée la branche de l'industrie papetière. Il est fondateur en 1947 et président du Syndicat du papier-CGC. De 1947 à 1950, il est secrétaire général adjoint de la CGC, puis secrétaire général de 1950 à 1956. De 1956 à 1975 il préside l'organisation. 
À partir de 1966, il est conseiller économique des papeteries Darblay. Il est aussi secrétaire général de la Confédération internationale des cadres, lors de sa fondation en 1950, puis son président de 1969 à 1972.

### Engagement politique
André Malterre milita pour la place des cadres dans l'entreprise et dans la société, pour une diminution de la pression fiscale, pour une économie productiviste et moderne. Il est connu pour avoir été proche des gaullistes et du RPF, mais, sous la Ve République, il est hostile à la politique du général de Gaulle en Algérie — il fut membre du comité de Vincennes en 1961 — et au poids des technocrates.
Il critiqua aussi vivement les milieux progressistes, chrétiens notamment, ainsi que le PSU.
Au sein de la CGC, des militants — tel Gilbert Nasse, secrétaire général — s'opposèrent à lui, en vain, à partir surtout de 1965-1966. Il réussit à les éliminer, ce qui provoqua une scission et la formation de l'UCT en 1969.